# 日本環境測定分析協会
一般社団法人日本環境測定分析協会（にほんかんきょうそくていぶんせききょうかい、英: Japan Environmental Measurement and Chemical Analysis Association）は、環境測定分析事業者および環境計量士等を会員とした公益法人。環境省および経済産業省所管で、2012年4月に一般社団法人へ移行。

## 概要
- 会長：小野寺明
- 専務理事：須藤欣一

## 沿革
- 1973年 - 設立。
- 1974年 - 社団法人化。
- 2002年 - 現住所に本部ビルを竣工し移転
- 2003年 - 極微量物質研究会（UTA研）設置
- 2012年 - 一般社団法人移行。